# Rafael Mateos Pizarro
Rafael Antonio Mateos Pizarro (Cáceres, 27 de enero de 1981) es un abogado y político español. Alcalde de Cáceres desde junio de 2023. 

## Biografía
Nació en Cáceres en 1981. Tras licenciarse en Derecho en la Universidad de Extremadura (2004) obtuvo una Beca de Especialización en Derecho Autonómico y Comunitario de la Unión Europea. Desarrolló su actividad profesional como Asesor Jurídico en la Asamblea de Extremadura y posteriormente en la Diputación Provincial de Cáceres.
Su incursión en la política le llegó como Secretario General Provincial de Nuevas Generaciones (2001). Posteriormente fue concejal del Ayuntamiento de Cáceres, donde fue Portavoz del Gobierno municipal y concejal delegado de Seguridad (2015-2019), y portavoz del Grupo Municipal Popular (desde 2019).
Tras las elecciones municipales de 2023 Mateos Pizarro accedió a la alcaldía de la capital extremeña, gobernando en minoría, tras ser la lista más votada y contar con los once concejales del Partido Popular, frente a diez del PSOE, dos de Vox, y dos de Unidas Podemos.
Está casado y es padre de tres hijos.